# Trangahy
Trangahy est une ville et une commune urbaine de l'Ouest de Madagascar, appartenant au district d'Antsalova, appartenant à la région de Melaky, dans la province de Majunga.

## Démographie
La population est estimée à environ 8 000 habitants en 2001.

## Économie
60 % de la population travaillent dans le secteur agricole. Les principales cultures sont principalement le riz, le maïs, la banane et le manioc. 20 % travaille en relation avec la mer (pêche).